# Sankt Johann im Pongau (distrikt)

Kommunerna i distriktet Sankt Johann

Sankt Johann im Pongau är ett distrikt (Bezirk) i det österrikiska  förbundslandet Salzburg. Distriktets huvudort är Sankt Johann im Pongau. Distriktet utgör det område som även kallas för Pongau. Distriktet har i nordväst en kort gräns mot Tyskland.
Distriktet delas in i tre stadskommuner, sju köpingskommuner och 15 kommuner: (inom parentes invånarantal 1 januari 2024):
Stadskommuner (Stadtgemeinden):
- Bischofshofen (10 751)
- Radstadt (5 042)
- Sankt Johann im Pongau (11 628)

Köpingskommuner (Marktgemeinden):
- Altenmarkt im Pongau (4 708)
- Bad Hofgastein (6 703)
- Großarl (3 826)
- Sankt Veit im Pongau (3 940)
- Schwarzach im Pongau (3 556)
- Wagrain (3 175)
- Werfen (3 080)

Kommuner (Gemeinden):
- Bad Gastein (4 043)
- Dorfgastein (1 735)
- Eben im Pongau (2 651)
- Filzmoos (1 507)
- Flachau (3 056)
- Forstau (563)
- Goldegg (2 692)
- Hüttau (1 486)
- Hüttschlag (893)
- Kleinarl (820)
- Mühlbach am Hochkönig (1 415)
- Pfarrwerfen (2 563)
- Sankt Martin am Tennengebirge (1 781)
- Untertauern (461)
- Werfenweng (1 119)